# Nowshahr
Nowshahr (în persană نوشهر) este un oraș din Iran.